# Eduard Verkade
Eduard Rutger (Eduard) Verkade (Amsterdam, 15 juni 1878 – Breukelen, 11 februari 1961) was een Nederlands toneelleider, acteur en regisseur.
Eduard Verkade groeide op in een groot gezin in een ondernemersmilieu. De voortzetting van de door zijn  vader E.G. Verkade  opgerichte  Stoombrood- en Beschuitfabriek De Ruyter, werd onder de naam Brood- en Koekfabriek Verkade en Comp. geleid door zijn broers Arnold Hendrik en Joh. Anton Eduard.  Al tijdens zijn opleiding in Londen en Duitsland was Eduards liefde voor het theater groter dan de belangstelling voor zijn studie. Ook als hij, terug in Nederland, aan het hoofd staat van een textielweverij laat het theater hem niet los. Hij regisseert opmerkelijke amateurvoorstellingen en boekt succes als voordrachtskunstenaar. Na lessen bij Willem Royaards en Jan C. Vos verruilt hij in 1905 de trijpweverij definitief voor de planken en debuteert hij bij de Koninklijke Vereeniging Het Nederlandsch Tooneel.  
Hospiterend aan de Reinhardt Hochschule in Berlijn ontmoette Verkade de toneelrevolutionair Edward Gordon Craig, wiens ideeën over spel, decor en belichting een onuitwisbare indruk maakten. 
Samen met Royaards organiseert Verkade in 1907 de Zomerspelen. Hun keuze van het abele spel Lanseloet van Denemerken en de moraliteit Elckerlyk uit het Middelnederlands repertoire boorde een heel nieuw publiek aan.

## Eerste Haagse periode 1908-1917

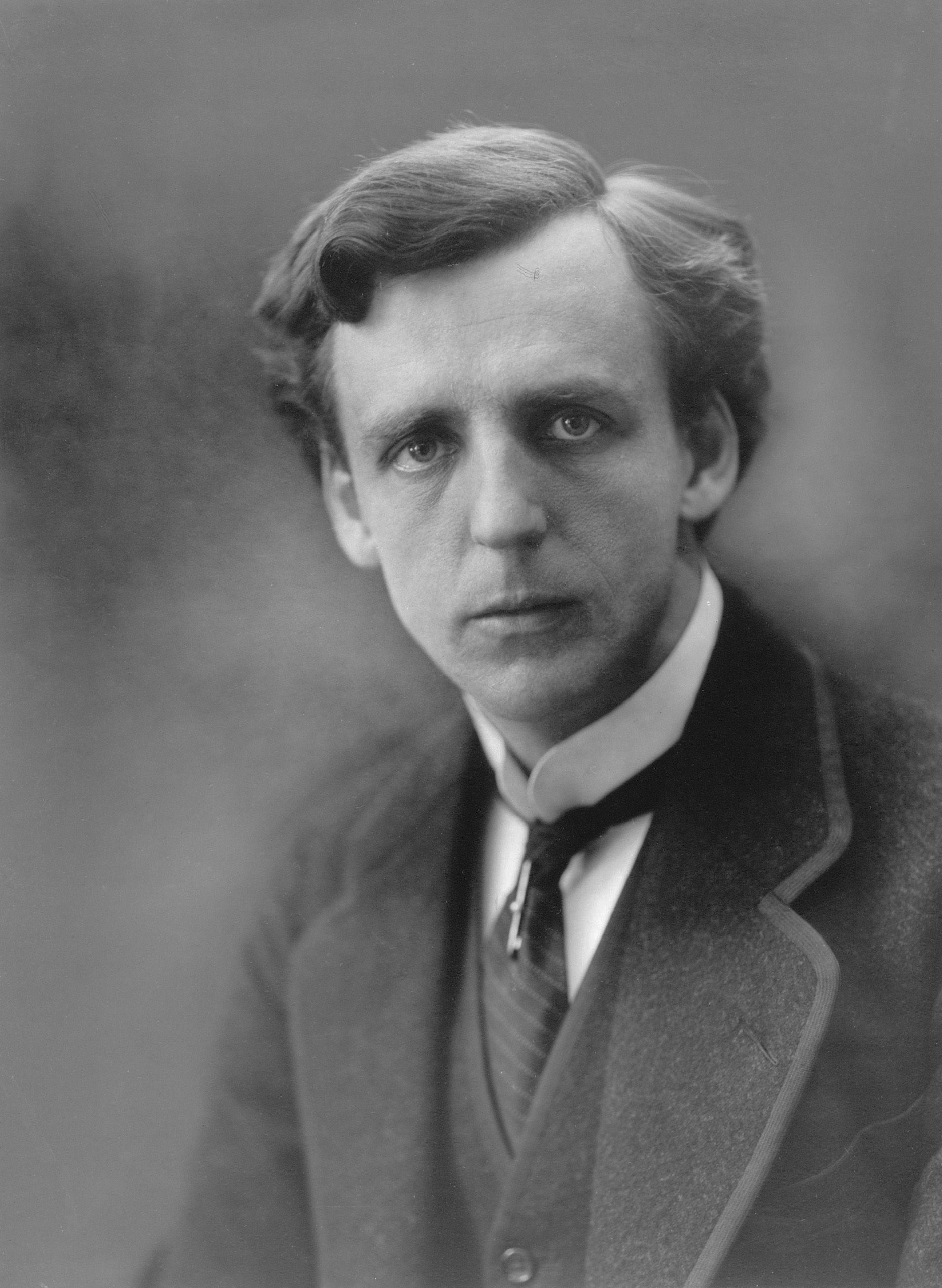
Eduard Verkade (1913)

Vanaf 1908 leidt Verkade zijn eigen gezelschap De Hagespelers. Als er in 1911 financiële moeilijkheden ontstaan, brengt een tournee naar Indië uitkomst. Na een seizoen met Herman Heijermans in diens Hollandsche Schouwburg opent Verkades gezelschap, dat nu Die Haghespelers heet, de voor hen verbouwde zaal van de Haagse Kunstkring aan de Haagse Herengracht 13. De start in dit “Theater Verkade” is succesvol, maar een tweede tournee naar Indië die samenvalt met het uitbreken van de Eerste Wereldoorlog wordt een financiële mislukking. Verkades werk was, in reactie op de romantiek en het naturalisme van de Nederlandse toneelvoorstellingen in zijn tijd, gericht op soberheid en stilering. Werd zijn streven naar onbevangenheid en eenvoud eerder wel een enkele keer geassocieerd met dilettantisme, nu worden zijn kwaliteiten als regisseur, zijn psychologisch en scenografisch inzicht geroemd, zowel door critici als door de leden van zijn inmiddels uitgebreide tableau de la troupe. Ook als acteur boekt hij indrukwekkende successen. Het gezelschap bespeelt het eigen kleine theater en de grotere schouwburgen in Den Haag en in het land. Men speelt het wereldrepertoire met Verkades favoriete auteurs Shaw, Ibsen, Schnitzler, Shakespeare en societystukken (met publiekslieveling Enny Vrede). Verkades "geestelijke opvatting" van Macbeth wordt gemengd ontvangen, maar Hamlet blijkt een hoogtepunt. In seizoen 1915-'16 komt het tot een samenwerking met het Rotterdamsch Toneelgezelschap, waar het Amsterdamse gezelschap zich later bijvoegt.

## Eerste Amsterdamse periode 1917-1920
In 1917 keert Verkade terug naar Amsterdam als leider van de Koninklijke Vereeniging Het Nederlandsch Tooneel. Zijn afkeer van uiterlijke hevigheid harmonieerde niet altijd met de speelstijl van de acteurs van een oudere generatie. Coryfeeën als Theo Mann-Bouwmeester en Louis Bouwmeester voelden zich door Verkades keuzes voor vaak jongere en soms onervaren krachten tekortgedaan, maar het ging het gezelschap, zeker na de zakelijke reorganisatie, voor de wind. Ook hier speelt en regisseert hij het wereldrepertoire, waaronder zijn eerste vernieuwende enscenering van Vondels Gijsbrecht van Aemstel in de ruimtelijke decors van architect H.Th. Wijdeveld. Verkades versie van deze jaarlijks in wisselende bezetting terugkerende voorstelling, waarin hij aanvankelijk ook de titelrol speelde, was eerder middeleeuws dan barok. Een nieuwe enscenering van Hamlet in  Wijdevelds decors, met de Albert van Dalsum als Claudius, wordt een overtuigend succes. De competitie tussen de toneelleiders Verkade, Royaards en Heijermans, met als inzet de vaste bespeling van de Amsterdamse Stadsschouwburg, lijkt dan ook in Verkades voordeel te worden beslist als in 1919 de toneelspelersstaking uitbreekt. De harde kritiek die Verkade in de daaropvolgende, ook artistieke, richtingenstrijd uit het behoudende kamp krijgt te verduren en het feit dat de vaste bespeling uiteindelijk was gegund aan Royaards, doen Verkade besluiten zich terug te trekken. Op juni 1920 speelt hij zijn ‘afscheidsvoorstelling’ en vertrekt hij naar Engeland.

## Tweede Haagse periode 1921-1924
Verkades Engelse avontuur hing samen met het plan om tot een Engels-Nederlandse uitwisseling van voorstellingen te komen. Het resultaat was een Engelse voorstelling die met matig succes in Nederland had gereisd. In Londen had Louis Bouwmeester omringd  door een Engels sprekende groep acteurs zijn Shylock ten beste gegeven. Verkades Engelse regie was matig ontvangen en op het voornemen zijn Londens debuut te maken als Theseus in de Midzomernachtsdroom was hij teruggekomen. Toen de mogelijkheid zich voordeed een gesubsidieerd gezelschap te formeren dat de vaste bespeler zou worden van de Haagse Schouwburg, keerde Verkade terug naar de hofstad. In 1921 wordt hij aangesteld en start zijn nieuwe Haghespelers. Het tableau  bestond grotendeels uit jonge sterke krachten.  In deze periode  van economische malaise en teruglopend schouwburgbezoek was de financiële basis van de groep wankel. Het gezelschap mocht niet in doublure spelen en de recettes en de subsidie waren nauwelijks toereikend. Ook hier speelde men een gevarieerd repertoire. De Gele Mantel, een voorstelling naar een Chinees sprookje  werd een toneelgebeurtenis. De sterk gestileerde, naar het klassieke Chinese theater lonkende vorm en speelstijl maakte het experiment tot een drukbezocht artistiek succes. Naast Macbeth en Verkades zesde Hamlet werden ook Shakespeares Comedy of Errors en As You Like It geprezen. De laatste voor het eerst niet zoals gebruikelijk in de vertaling van Burgersdijk maar in Jac. van Looy's toegankelijker versie: Naar 't U Lijkt. Ondanks de lange voorbereidingstijd en het persoonlijk contact met de auteur over de coupures, werd  Schnitzlers De Eenzame Weg niet het succes dat Verkade eerder met Professor Bernardi boekte. Een typisch Haagse aangelegenheid was een stijlvolle vertoning van Het Mirakelspel Van Onze Lieve Vrouwe  in het Binnenhof. Succesvolle voorstellingen in het Valkenburgse Openluchttheater zorgden in de zomermaanden voor een aangename aanvulling van het budget. Ondanks een indrukwekkende reeks producties in uiteenlopende genres was Verkade in 1923 genoodzaakt de Schouwburg aan het Voorhout te verlaten en terug te keren naar het kleinere "Theater Verkade" aan de Herengracht.

## Tweede Amsterdamse periode 1924-1935
Onder directie van Verkade en Dirk Verbeek ontstaat in 1924 uit een fusie tussen Comoedia en De Haghespelers het gezelschap: Het Verenigd Tooneel. Enige tijd na het vertrek van Royaards wordt dit grote gezelschap de vaste bespeler van de Amsterdamse Stadsschouwburg. Men speelde ook in het  openluchttheater van de buitenplaats Frankendael (met meerdere stukken van Shakespeare en het Middelnederlandse spel Lanseloet van Denemerken), het Centraal Theater in de Amstelstraat en in de grotere theaters in het land. Het ensemble was kostbaar en niet direct een homogeen geheel, maar bood de mogelijkheid groot bezette en gecompliceerde voorstellingen uit te brengen. Bij de enscenering van een van zijn eerste producties: St. Joanne maakte Verkade dankbaar gebruik van de ruimte, de vernieuwde lichtinstallatie en verdere technische mogelijkheden van de Stadsschouwburg. H. Th. Wijdeveld ontwierp de suggestieve architecturale decors. De voorstelling, een dramatisering van het leven van Jeanne d'Arc met Nel Stants in de titelrol, trok na een matige start veel publiek en behoorde, evenals zijn latere Shaw-ensceneringen, tot Verkades beste werk.
Verkades regie van de Gijsbrecht  met van Dalsum in de titelrol (1924) oogstte lof, maar ook kritiek op "de wijze van verzen zeggen... (net of het geen verzen waren) ". Opmerkelijk is zijn Hamlet in modern kostuum uit 1926. De Gijsbrecht in 1929 met Paul Huf speelde zich als een Mysteriespel af, tegen een op een middeleeuwse triptiek geïnspireerd decor van Rie Cramer. Ondanks publiekssuccessen als het speciaal voor Else Mauhs bewerkte Adelaarsjong over de zoon van Napoleon, de thriller Het Chinese Landhuis met van Dalsum als mysterieuze Aziaat, Maeterlincks sprookje De Blauwe Vogel, het loopgravendrama: De Grote Reis, het rechtzaaldrama De Strafzaak Van Mary Ducan en het in de tropen spelende Regen naar een novelle van Somerset Maugham, bleef de zakelijke situatie precair.
In 1927 was de verlenging van het mandaat als vaste bespeler van de Amsterdamse Stadsschouwburg moeiteloos verlopen.  In 1929 verliep de voorbereiding van de procedure gecompliceerd. Verkade solliciteerde met van Dalsum met het nieuw te formeren: Amsterdamsch Tooneel. In 1930 gunde de gemeenteraad de bespeling van de Stadsschouwburg aan dit gezelschap en Het Nederlandsch Tooneel. Beide groepen konden  ook om beurten beschikken over  De Hollandse Schouwburg en het Rika Hopper Theater. Dit compromis bleek onwerkbaar. In 1931 werd Het Amsterdams Tooneel opgeheven en trok Verkade zich met een kleine groep terug in het Rika Hopper Theater. Verkade was als directeur persoonlijk aansprakelijk geweest voor de tekorten. Als de schulden met de hulp van zijn familie na jaren zijn afbetaald, breekt de Grote Depressie uit. In 1933 maakt Verkade als acteur/regisseur met  de Dietsche Spelers een tournee naar Nederlands West-Indië en stelt een voordrachtprogramma samen. In seizoen 1935 viel in het Rika Hopper Theater het doek voor de voorstellingen van Verkades laatste Hagespelers.

## Later werk 1935-1948
Van 1935 tot en met 1937 schreef Verkade recensies voor De Groene Amsterdammer.
In 1937 speelde Verkade in de film naar Shaws toneelstuk, Pygmalion en in 1940 in Ergens in Nederland. Beide films zijn geschreven en geregisseerd door, de internationaal befaamde regisseur van Duits-Joodse origine, Ludwig Berger, met wie Verkade was bevriend. Berger schreef de tekst voor het massaal gemonteerde historisch gelegenheidsspel Eenheid door Oranje dat in 1938, ter gelegenheid van het 40-jarig regeringsjubileum van  Koningin Wilhelmina in Verkades regie op landgoed  Elswout in première ging. Alleen al in het Vondeljaar 1937 regisseert Verkade drie stukken van Vondel en een geslaagde Shakespeare. In 1940 regisseert hij een Hamlet, waarin hij zelf Claudius speelt. Gedurende deze periode doet hij meerdere gastregies tot hem dat, door zijn  weigering lid te worden van de Kultuurkamer  vanaf 1942 onmogelijk wordt gemaakt. Sinds 1939 woonde Verkade op Huize Klein Boom en Bosch in Breukelen.  Adriaan Roland Holst, die in 1940 door de Duitsers werd gezocht, dook tot voorjaar 1944 bij hem onder. Tijdens de bezetting  verzorgt Verkade tot ver in het land voordrachtsavonden bij mensen thuis.
In 1944 verscheen Verkades vertaling van The Ballad of Reading Gaol: van Oscar Wilde in een kleine clandestiene oplage onder de titel: De Tuchthuisballade. (In Agris Occupatis, 1944. Volière reeks 6.).  Zijn boek over Hamlet: Uit het Dagboek van Horatio, verscheen in 1947 bij Jacob van Campen. Amsterdam.
Op 28 mei 1947 viel in de Amsterdamse Stadsschouwburg Verkades 40-jarig jubileum samen met zijn afscheidsvoorstelling.
Zijn laatste voorstelling aan het beroepstoneel regisseerde hij in 1948 : een Hamlet voor de Haagse Comedie met Paul Steenbergen in de titelrol.
Van 1934 tot en met 1938 vertolkte hij Sinterklaas tijdens de intocht van Sinterklaas in Amsterdam.

## Persoonlijk leven (familie)
Verkade trouwde in 1902 de Hengelose fabrikantendochter Johanna van Wulfften Palthe (1880-1975); uit dit huwelijk werden twee zonen en een dochter geboren: Willem (1905-1990), Eduard Rutger (1907-1926) en Elsje (1908-1982). In 1910 scheidde hij van haar en hertrouwde hij met Maria Magdalena Müller (beter bekend als de toneelspeelster Enny Vrede); uit dit huwelijk worden een dochter Carola (1910) en een zoon Rutger Eric (1912) geboren. Van haar scheidde hij in 1919, waarna Vrede hertrouwde met mr. François Emile Vlielander Hein. Zijn derde vrouw, de schrijfster, tekenares en schilderes Marie (Rie) Cramer, huwt hij in 1922. In 1935 trouwt hij met de toneelschrijfster Eline Françoise Cartier van Dissel, die in later dagen als dramaturge voor de avant-garde Toneelgroep Studio werkte. Zij publiceerde in 1978 de biografie Eduard Verkade en zijn strijd voor een nieuw toneel.
Verkade gaf gedurende langere perioden les,  onder meer aan de Amsterdamse Toneelschool.